# Otón IV de Borgoña
Otón IV, conde palatino de Borgoña (1248-1303) de la casa de Ivrea.  Fue uno de los hijos de Hugo de Chalon-Arlay y Capeto-Borgoña que tuvo con Adelaida I, condesa palatina de Borgoña.

## Matrimonios y descendencia
En 1263 se casó con Felipa de Bar-Lorena, hija de Teobaldo II de Bar, duque de Lorena, que morirá en 1283.
De este matrimonio solo tendrán una hija Alix o Adelaida de Borgoña, que nació en 1285 y murió en 1291.
Habiendo quedado viudo y sin sucesión, se ve forzado a buscar una nueva esposa, por lo cual recurre a la corte de Artois, elige casarse con una de las hijas del conde  Roberto II de Artois, Mahaut o Matilde de,  que morirá en 1329, la cual le dará tres hijos:
- Juana II de Borgoña (1292-1330), casada con el futuro Felipe V de Francia (c1293-1322).[4]
- Blanca de Borgoña (1296-1326), casada con el futuro Carlos IV de Francia (1294-1328).
- Roberto I de Borgoña (1300-1315), Conde Palatino de Borgoña.

El 4 de abril de 1303 murió en una batalla bajo las órdenes de Felipe IV de Francia, siendo sucedido por su hijo que apenas contaba tres años de edad..